# Stenocactus obvallatus
Stenocactus obvallatus ist eine Pflanzenart in der Gattung Stenocactus aus der Familie der Kakteengewächse (Cactaceae). Das Artepitheton obvallatus stammt aus dem Lateinischen, bedeutet ‚Wall‘ und verweist auf die derbe Bedornung der Art.

## Beschreibung
Der gewöhnlich einzelne, aber manchmal auch zweistämmige, graugrüne Pflanzenkörper ist gedrückt kugelförmig bis kugelförmig und erreicht Durchmesser von 6 bis 11 Zentimeter. Seine 30 bis 50 dünnen, welligen Rippen sind an den Areolen sehr breit. Auf jeder Rippe befinden sich 2 bis 4 Areolen. Die 4 Mitteldornen, von denen der obere abgeflacht und breit ist, sind rötlich braun und bis 5 Zentimeter lang und 3 bis 4 Millimeter breit. Die 4 bis 6 weißen Randdornen sind bis zu 1 Zentimeter lang.
Die am Scheitel erscheinenden blassgelben bis weißen Blüten sind ziemlich groß und haben eine rötliche Mitte. Die Kronblätter sind länglich zugespitzt.
Über das Aussehen der Früchte ist nichts bekannt.

## Verbreitung, Systematik und Gefährdung
Stenocactus obvallatus ist in Mexiko im Bundesstaat México und im Hauptstadtbezirk Distrito Federal verbreitet.
Die Erstbeschreibung als Echinocactus obvallatus durch Augustin-Pyrame de Candolle wurde 1828 veröffentlicht. Alwin Berger stellte die Art 1929 in die Gattung Stenocactus. Weitere nomenklatorische Synonyme sind Cactus obvallatus Moc. & Sessé ex DC. (1828), Echinofossulocactus obvallatus (DC.) Lawr. (1841), Brittonrosea obvallata (DC.) Speg. (1923), Efossus obvallatus (DC.) Orcutt (1926), Stenocactus obvallatus (DC.) A.Berger ex A.W.Hill (1933, nom. illeg.) und Echinofossulocactus crispatus f. obvallatus (DC.) P.V.Heath (1992).
In der Roten Liste gefährdeter Arten der IUCN wird die Art als „Data Deficient (DD)“, d. h. mit keinen ausreichenden Daten geführt.

## Nachweise